# Doleschalla tenuis
Doleschalla tenuis là một loài ruồi trong họ Tachinidae.